# Maj Larsson (sångerska)
Maj Kristina Larsson (gift Ljunglöf), född 31 maj 1928 i Jönköping, död 1 juni 2024 var en svensk sångerska, skådespelare och talpedagog. Hon var tvillingsyster till sångerskan Siv Larsson, med vilken hon bildade sångduon Siv och Maj.

## Filmografi
- 1949 – Pippi Långstrump
- 1949 – Med flyg till sjunde himlen
- 1951 – Biffen och Bananen